# Grand Prix-wegrace van Duitsland 1960
De Grand Prix-wegrace van Duitsland 1960 was de vijfde Grand Prix van het wereldkampioenschap wegrace in het seizoen 1960. De races werden verreden op 23- en 24 juli 1960 op de Solitudering, een stratencircuit in het westelijk deel van Stuttgart.

## Algemeen
Hoewel alleen de 500cc-klasse, de 250cc-klasse en de zijspanklasse aan de start kwamen, werden de races over twee dagen verdeeld: de zijspannen op zaterdag en de solomotoren op zondag. Dat had ook te maken met het feit dat er een Formule 2-autorace werd gehouden, gewonnen door Wolfgang von Trips (Ferrari). Tijdens de trainingen kwam Bob Brown hard ten val met zijn 250cc-Honda RC 161. Hij raakte een hek en werd afgevoerd naar het ziekenhuis, waar hij overleed aan de gevolgen van een schedelbasisfractuur. De werelditel in de zijspanklasse was al eerder beslist, de wereldtitel in de 500cc-klasse werd in deze Grand Prix beslist. Kenjiro Tanaka scoorde de eerste podiumplaats voor Honda. De zijspanklasse sloot haar seizoen af.

## 500cc-klasse
Dankzij zijn vierde overwinning in vijf races was John Surtees nu zeker van de wereldtitel. MV Agusta won weer erg overtuigend, met Remo Venturi als tweede en Emilio Mendogni als derde.
| Pos | Coureur            | Merk      | Tijd      | Punten |
| --- | ------------------ | --------- | --------- | ------ |
| 1   | John Surtees       | MV Agusta | 1:22"32'1 | 8      |
| 2   | Remo Venturi       | MV Agusta | +18'7     | 6      |
| 3   | Emilio Mendogni    | MV Agusta | +1"35'1   | 4      |
| 4   | Dickie Dale        | Norton    | +2"45'5   | 3      |
| 5   | John Hempleman     | Norton    | +2"56'2   | 2      |
| 6   | Rudolf Gläser      | Norton    | +3"29'9   | 1      |
| 7   | Paddy Driver       | Norton    | +3"51'6   |        |
| 8   | Hans-Günther Jäger | BMW       | +4"01'0   |        |
| 9   | Bert Schneider     | Norton    | +4"44'6   |        |
| 10  | Jacques Insermini  | Norton    | +1 ronde  |        |
| 11  | Alois Huber        | BMW       | +3 ronden |        |
| 12  | Jack Findlay       | Norton    | +1 ronde  |        |
| 13  | Allen Krupa        | Norton    | +1 ronde  |        |
| 14  | Raymond Bogaerdt   | Norton    | +1 ronde  |        |
| 15  | Raymond Hanset     | Norton    | +1 ronde  |        |
| 16  | Walter Scheimann   | Norton    | +1 ronde  |        |
| 17  | Lothar John        | BMW       | +1 ronde  |        |
| 18  | Fritz Meyer        | BMW       | +2 ronden |        |
| 19  | Karl Recktenwald   | Norton    |           |        |

| Coureur               | Merk      | Oorzaak |
| --------------------- | --------- | ------- |
| Andreas Klaus         | Norton    |         |
| Fritz Kläger          | Horex     |         |
| Hans-Siegfried Gläser | Norton    |         |
| Heinz Kauert          | Matchless |         |
| Klaus Hamelmann       | Münch     |         |
| Ladi Richter          | Norton    |         |
| Jean-Pierre Bayle     | Norton    |         |
| Gijs Oosterbaan       | Norton    |         |
| Martinus Van Son      | Norton    |         |
| Jim Redman            | Norton    |         |
| Tommy Robinson        | Norton    |         |
| Evert Carlsson        | BMW       |         |

| Coureur       | Merk   | Oorzaak   |
| ------------- | ------ | --------- |
| Bob Brown (†) | Norton | Overleden |

| Coureur       | Merk             | Oorzaak  |
| ------------- | ---------------- | -------- |
| Tom Phillis   | Norton           | Blessure |
| Alan Shepherd | Matchless        |          |
| John Hartle   | MV Agusta/Norton |          |
| Mike Hailwood | Norton           |          |
| Ralph Rensen  | Norton           |          |
| Fumio Ito     | BMW              |          |

### Top tien tussenstand 500cc-klasse
| Pos | Coureur                       | Merk             | Ptn |
| --- | ----------------------------- | ---------------- | --- |
| 1   | John Surtees (wereldkampioen) | MV Agusta        | 32  |
| 2   | Remo Venturi                  | MV Agusta        | 26  |
| 3   | Bob Brown (†)                 | Norton           | 15  |
| 4   | Mike Hailwood                 | Norton           | 9   |
| 4   | Emilio Mendogni               | MV Agusta        | 9   |
| 6   | John Hartle                   | MV Agusta/Norton | 6   |
| 6   | Paddy Driver                  | Norton           | 6   |
| 6   | Dickie Dale                   | Norton           | 6   |
| 9   | Tom Phillis                   | Norton           | 3   |
| 10  | Ladi Richter                  | Norton           | 2   |
| 10  | Jim Redman                    | Norton           | 2   |
| 10  | John Hempleman                | Norton           | 2   |

## 250cc-klasse
Gary Hocking profiteerde van een val van Carlo Ubbiali bij de start van de 250cc-race. Ubbiali kon wel verder en finishte zelfs binnen tien seconden achter Hocking. Daardoor werd de 250cc-klasse wel weer erg spannend: met beiden twee overwinningen en twee tweede plaatsen stonden Hocking en Ubbiali exact gelijk in de tussenstand. Kenjiro Tanaka reed de Honda RC 161 naar de derde plaats, het eerste podium voor Honda. Dickie Dale reed weer op de MZ RE 250, wat erop duidt dat Ernst Degner niet naar Duitsland was afgereisd omdat daar geen 125cc-race werd verreden.
| Pos | Coureur             | Merk      | Tijd      | Punten |
| --- | ------------------- | --------- | --------- | ------ |
| 1   | Gary Hocking        | MV Agusta | 1:01"07'9 | 8      |
| 2   | Carlo Ubbiali       | MV Agusta | +9'5      | 6      |
| 3   | Kenjiro Tanaka      | Honda     | +49'8     | 4      |
| 4   | Dickie Dale         | MZ        | +50'9     | 3      |
| 5   | Luigi Taveri        | MV Agusta | +1"05'6   | 2      |
| 6   | Kunimitsu Takahashi | Honda     | +2"36'7   | 1      |

| Coureur       | Merk  | Oorzaak   |
| ------------- | ----- | --------- |
| Bob Brown (†) | Honda | Overleden |

| Coureur           | Merk   | Oorzaak  |
| ----------------- | ------ | -------- |
| Tom Phillis       | Honda  | Blessure |
| Tarquinio Provini | Morini | Blessure |
| Naomi Taniguchi   | Honda  | Blessure |

| Coureur         | Merk           |
| --------------- | -------------- |
| Ernst Degner    | MZ             |
| Günter Beer     | Adler          |
| Mike Hailwood   | Ducati/Mondial |
| Alberto Pagani  | Aermacchi      |
| Gilberto Milani | Honda          |
| Moto Kitano     | Honda          |
| Yukio Satoh     | Honda          |
| John Hempleman  | MZ             |
| Jim Redman      | Honda          |

### Top tien tussenstand 250cc-klasse
| Pos | Coureur           | Merk           | Ptn |
| --- | ----------------- | -------------- | --- |
| 1   | Carlo Ubbiali     | MV Agusta      | 28  |
| 1   | Gary Hocking      | MV Agusta      | 28  |
| 3   | Luigi Taveri      | MV Agusta      | 10  |
| 4   | Mike Hailwood     | Ducati/Mondial | 5   |
| 5   | Tarquinio Provini | Morini         | 4   |
| 5   | Kenjiro Tanaka    | Honda          | 4   |
| 7   | Bob Brown (†)     | Honda          | 3   |
| 7   | John Hempleman    | MZ             | 3   |
| 7   | Dickie Dale       | MZ             | 3   |
| 10  | Moto Kitano       | Honda          | 2   |
| 10  | Alberto Pagani    | Aermacchi      | 2   |

## Zijspanklasse
Helmut Fath/Alfred Wohlgemuth waren al wereldkampioen, maar hadden een paar maal geprofiteerd van het feit dat Florian Camathias uitviel terwijl hij aan de leiding lag. Nu bleef Camathias' BMW heel, maar werd hij toch slechts tweede, overigens met Gottfried Rüfenacht, zijn vierde bakkenist in vijf wedstrijden. Fritz Scheidegger/Horst Burkhardt werden derde.
| Pos | Coureur           | Bakkenist           | Merk | Tijd    | Punten |
| --- | ----------------- | ------------------- | ---- | ------- | ------ |
| 1   | Helmut Fath       | Alfred Wohlgemuth   | BMW  | 47"40'8 | 8      |
| 2   | Florian Camathias | Gottfried Rüfenacht | BMW  | +8'6    | 6      |
| 3   | Fritz Scheidegger | Horst Burkhardt     | BMW  | +52'1   | 4      |
| 4   | Max Deubel        | Horst Höhler        | BMW  |         | 3      |
| 5   | Otto Kölle        | Dieter Hess         | BMW  |         | 2      |
| 6   | Alwin Ritter      | Emil Hörner         | BMW  |         | 1      |

| Coureur         | Bakkenist       | Merk   |
| --------------- | --------------- | ------ |
| Edgar Strub     | Hilmar Cecco    | BMW    |
| Jo Rogliardo    | Marcel Godillot | BMW    |
| Bill Boddice    | Graham Stokes   | Norton |
| Charlie Freeman | Billie Nelson   | Norton |
| Jackie Beeton   | Eddie Bulgin    | BMW    |
| Les Wells       | William Cook    | Norton |
| Pip Harris      | Ray Campbell    | BMW    |

### Top tien eindstand zijspanklasse
| Pos | Coureur           | Bakkenist                                                        | Merk   | Ptn     |
| --- | ----------------- | ---------------------------------------------------------------- | ------ | ------- |
| 1   | Helmut Fath       | Alfred Wohlgemuth                                                | BMW    | 24 (38) |
| 2   | Fritz Scheidegger | Horst Burkhardt                                                  | BMW    | 16 (20) |
| 3   | Pip Harris        | Ray Campbell                                                     | BMW    | 14      |
| 4   | Florian Camathias | John Chisnell, Robert Fiston, Roland Föll en Gottfried Rüfenacht | BMW    | 12      |
| 5   | Edgar Strub       | Hilmar Cecco                                                     | BMW    | 9       |
| 6   | Max Deubel        | Horst Höhler                                                     | BMW    | 7       |
| 7   | Charlie Freeman   | Billie Nelson                                                    | Norton | 4       |
| 8   | Alwin Ritter      | Edwin Blauth en Emil Hörner                                      | BMW    | 4       |
| 9   | Les Wells         | William Cook                                                     | Norton | 3       |
| 9   | Jackie Beeton     | Eddie Bulgin                                                     | BMW    | 3       |

1925 · 1926 · 1927 · 1928 · 1929 · 1930 · 1931 · 1933 · 1934 · 1935 · 1936 · 1937 · 1938 · 1939 · 1949 · 1950 · 1951 · 1952 · 1953 · 1954 · 1955 · 1956 · 1957 · 1958 · 1959 · 1960 · 1961 · 1962 · 1963 · 1964 · 1965 · 1966 · 1967 · 1968 · 1969 · 1970 · 1971 · 1972 · 1973 · 1974 · 1975 · 1976 · 1977 · 1978 · 1979 · 1980 · 1981 · 1982 · 1983 · 1984 · 1985 · 1986 · 1987 · 1988 · 1989 · 1990 · 1991 · 1992 · 1993 · 1994 · 1995 · 1996 · 1997 · 1998 · 1999 · 2000 · 2001 · 2002 · 2003 · 2004 · 2005 · 2006 · 2007 · 2008 · 2009 · 2010 · 2011 · 2012 · 2013 · 2014 · 2015 · 2016 · 2017 · 2018 · 2019 · 2021 · 2022 · 2023 · 2024 · 2025